# Josipon

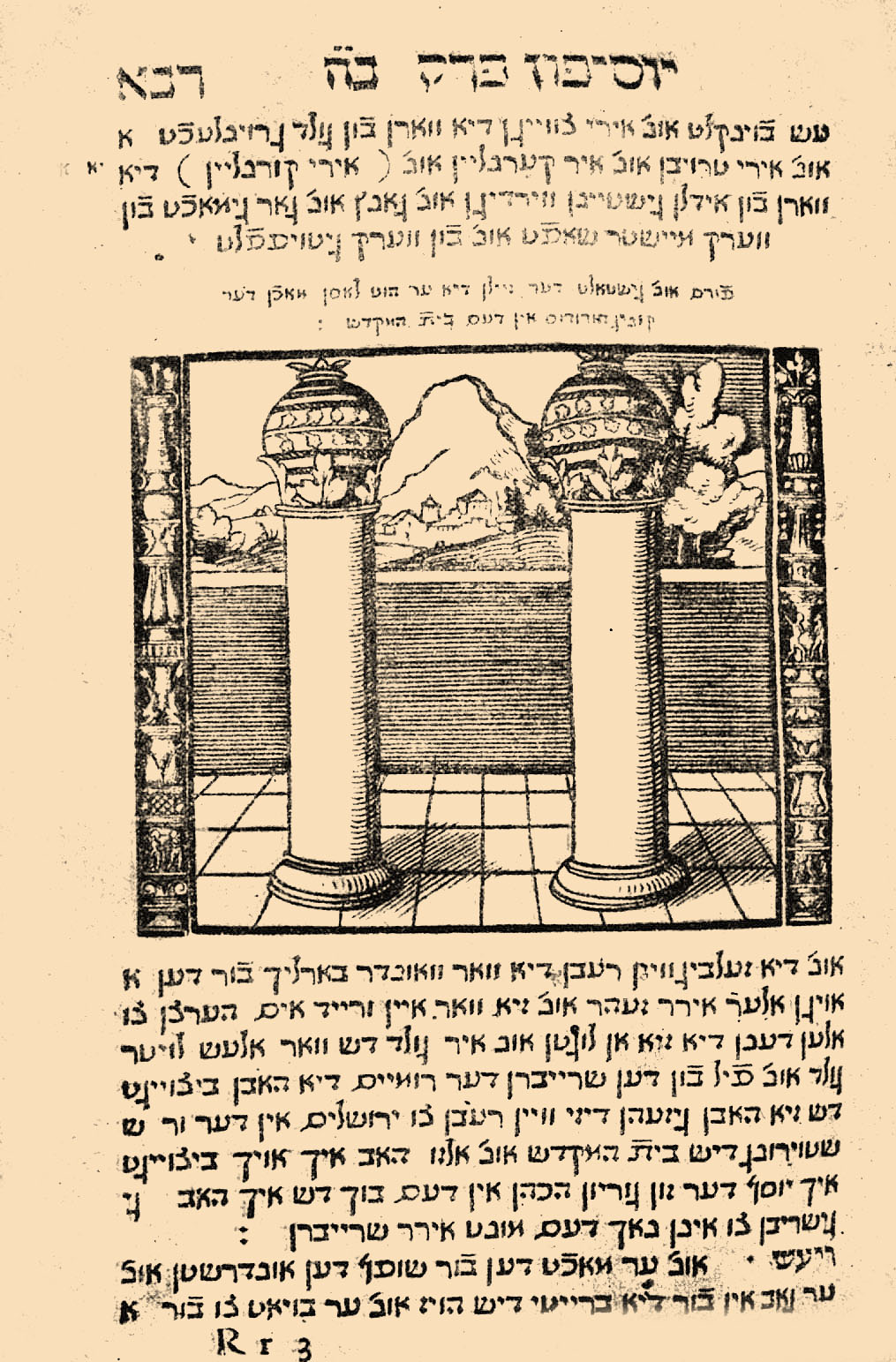
Josippon (1546)

Josipon je židovská historiografická kniha, jež je založena na díle Flavia Iosepha a jež poprvé vyšla v Itálii v 10. století. Jedná se v podstatě o hebrejský překlad a zkrácení Flaviovy Války židovské. Autorem je jakýsi Josipon ben Gurion, jehož identita však není blíže nijak známa. Kniha se stala velmi oblíbenou a v průběhu staletí se dočkala mnohých dalších vydání a úprav.